# Snörsjön, Västerbotten
Snörsjön är en sjö i Umeå kommun i Västerbotten och ingår i Tavelåns huvudavrinningsområde. Sjön har en area på 0,181 kvadratkilometer och ligger 213,1 meter över havet. Sjön avvattnas av vattendraget Tavelån (Fällforsån). Vid provfiske har abborre, gers, gädda och mört fångats i sjön.

## Delavrinningsområde
Snörsjön ingår i det delavrinningsområde (712502-171093) som SMHI kallar för Inloppet i Storavan. Medelhöjden är 226 meter över havet och ytan är 9,34 kvadratkilometer. Det finns inga avrinningsområden uppströms utan avrinningsområdet är högsta punkten. Avrinningsområdets utflöde Tavelån (Fällforsån) mynnar i havet. Avrinningsområdet består mestadels av skog (78 procent). Avrinningsområdet har 0,28 kvadratkilometer vattenytor vilket ger det en sjöprocent på 3 procent.